# Вильселен
Вильселе́н (фр. Villecelin) — коммуна во Франции, находится в регионе Центр. Департамент — Шер. Входит в состав кантона Линьер. Округ коммуны — Сент-Аман-Монтрон.
Код INSEE коммуны — 18283.

## География
Коммуна расположена приблизительно в 230 км к югу от Парижа, в 125 км южнее Орлеана, в 33 км к юго-западу от Буржа.
По территории коммуны протекает река Арнон.

## Население
Население коммуны на 2008 год составляло 109 человек.
| 1962 | 1968 | 1975 | 1982 | 1990 | 1999 | 2008 |
| ---- | ---- | ---- | ---- | ---- | ---- | ---- |
| 140  | 153  | 133  | 117  | 102  | 106  | 109  |

## Администрация
| Период | Период | Фамилия         | Партия | Примечания |
| ------ | ------ | --------------- | ------ | ---------- |
| 2001   | 2008   | Полет Андре     |        |            |
| 2008   | 2014   | Сильвен Кальони |        |            |

## Экономика

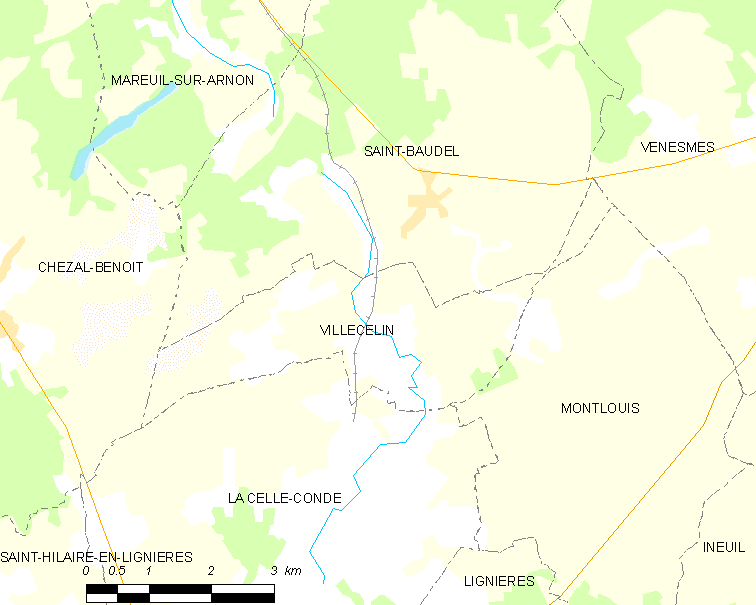
Карта коммуны

В 2007 году среди 68 человек в трудоспособном возрасте (15-64 лет) 51 были экономически активными, 17 — неактивными (показатель активности — 75,0 %, в 1999 году было 63,9 %). Из 51 активных работали 47 человек (25 мужчин и 22 женщины), безработных было 4 (3 мужчин и 1 женщина). Среди 17 неактивных 2 человека были учениками или студентами, 9 — пенсионерами, 6 были неактивными по другим причинам.